# ФК «Вікторія» (Жижков) у сезоні 1925—1926
ФК «Вікторія» (Жижков) у сезоні 1925—1926 — сезон чехословацького футбольного клубу «Вікторія» (Жижков). У чемпіонаті Чехословаччини команда посіла третє місце. Клуб вперше здійснив поїздку до Франції.

## Чемпіонат Чехословаччини

### Підсумкова таблиця
|    | Турнірна таблиця     | І  | В  | Н | П  | МЗ  | МП  | О  |
| -- | -------------------- | -- | -- | - | -- | --- | --- | -- |
| 1  | Спарта (Прага)       | 22 | 18 | 3 | 1  | 97  | 24  | 39 |
| 2  | Славія (Прага)       | 22 | 18 | 2 | 2  | 112 | 25  | 38 |
| 3  | Вікторія (Жижков)    | 22 | 16 | 3 | 3  | 91  | 31  | 35 |
| 4  | Нусельский (Прага)   | 22 | 12 | 3 | 7  | 61  | 49  | 27 |
| 5  | Краловські Виногради | 22 | 11 | 3 | 8  | 52  | 52  | 25 |
| 6  | Богеміанс (Прага)    | 22 | 9  | 5 | 8  | 57  | 42  | 23 |
| 7  | Метеор-VIII (Прага)  | 22 | 10 | 2 | 10 | 65  | 76  | 22 |
| 8  | Кладно               | 22 | 9  | 2 | 11 | 63  | 67  | 20 |
| 9  | Чехія Карлін (Прага) | 22 | 6  | 2 | 14 | 58  | 78  | 14 |
| 10 | Лібень (Прага)       | 22 | 5  | 2 | 15 | 40  | 92  | 12 |
| 11 | Славой (Жижков)      | 22 | 2  | 1 | 19 | 28  | 89  | 5  |
| 12 | Чехія Прага VIII     | 22 | 1  | 2 | 19 | 23  | 122 | 4  |

### Матчі
- Спарта — 0:3, 1:5
- Славія — 2:2[1], 2:2
- Нусельський СК — 3:0, 3:4
- ЧАФК Виногради — 3:0, 8:1
- Вршовіце — 2:1, 1:1
- Метеор VIII — 7:0, 3:0
- Кладно — 4:1, 9:1
- Чехія Карлін — 5:2, 3:1
- Лібень — 4:2, 7:1
- Славой — 2:1, 7:1
- Чехія VIII — 8:0, 8:2

| 21 тур 19.06.1926 | Славія (Прага)      | 2:2 (1:2) | Вікторія (Жижков)     | Прага          |  |
| | Пуч 25' Сильний 53' | звіт      | 30' Медуна 35' Єлінек | Стадіон: Летна |  |
| «Славія»: Планічка – Ф.Гоєр, Сейферт – Шинделарж, Плетиха, Водічка – Свобода, Шолтис, Сильний, Пуч, Шимонек «Вікторія»: Бенда, Женішек, Стеглік, Кьоніг, Кліцпера, Сибал-Мікше, Мареш, О.Новак, Медуна, Кржиштял, Єлінек |                     |           |                       |                |  |

### Склад
| «Вікторія» в чемпіонаті 1925—1926 Воротар: Вацлав Бенда (17.1), Ладислав Лінгарт (7.4). Захисники: Франтішек Стеглік (22), Ладислав Матуш (14),Ладислав Женишек (9), Йозеф Сухий (6). Півзахисники: Вілем Кьоніг (20), Антонін Царван (18.9), Войтех Сибал-Мікше (15), Войтех Штястний (4), Антонін Кліцпера (3) Нападники: Йозеф Єлінек (21.8), Карел Медуна (19.16), Їржі Мареш (17.8), Антонін Кржиштял (15.24), Отто Новак (15.17), Вацлав Ванік-Вана (10.2), Карел Северін (7.4), Богумил Йоска (6.3), Ладислав Шкоф (1), Йозеф Голдгаммер (1). Тренер Йозеф Бєлка |

## Товариські матчі
Можливо, деякі з перелічених матчів 1925 року відбулись в першій половині року.
- 1925.  ФК «Карлсбадер» — «Вікторія» (Жижков) — 2:8
- 1925.  ХАШК — «Вікторія» (Жижков) — 0:2
- 1925.  «Уйпешт» (Будапешт) — «Вікторія» (Жижков) — 3:1
- 1925.  МТК (Будапешт) — «Вікторія» (Жижков) — 4:2

| ТМ 5.09.1925 | Зіммерингер         | 2:4 (1:1) | Вікторія                       | Відень                                                      |  |
| | Думзер 6' Сеста 52' | звіт      | 36' 89' Медуна 57' 81' Северін | Стадіон: Спортплац Глядачі: 1 200 Суддя: Грюнбаум (Австрія) |  |
| Зіммерингер: Карт, Іра, Мусіл, Ерліх, Курц, Баумгартнер, Гайсвірт (Даніс, 46), Хорват, Сеста, Думзер (Цільбауер, 46), Фіртль Вікторія: Бенда, Матуш, Стеглік, Кьоніг, Царван, Сибал-Мікше, Ванік, Северін, Медуна, Йошка (Лінгарт, 46), Єлінек |                     |           |                                |                                                             |  |

| ТМ 20.09.1925 | Вікторія (Жижков)              | 4:1 (2:1)  | Ваккер (Відень) | Прага         |  |
|               | Єзка ?' 39' Ванік ?' Єлінек ?' | (протокол) | Махгерндль 5'   | Суддя: Страка |  |
|               |                                |            |                 |               |  |

| ТМ 27.09.1925 | Віктория (Жижков) | 0:2 (0:1)  | Аматоре (Відень)          | Прага |  |
| |                   | (протокол) | Ванічек 16' Мильнарик 77' |       |  |
| Царван... Лебензафт, Шнайдер, Блізенець, Бриза, Райтерер, Прогазка, Роглічек, А. Ванічек, Гірлендер, Науш, Мильнарик |                   |            |                           |       |  |

- 1925.  АСК (Кролевська Гута) — «Вікторія» (Жижков) — 0:1
- 1925.  «Чарні» (Львів) — «Вікторія» (Жижков) — 3:4
- 1925.  «Гасмонея» (Львів) — «Вікторія» (Жижков) — 0:6

| ТМ 17.10.1925 | Краковія | 1:3  | «Вікторія» (Жижков) | Краків             |  |
| | Калужа   | звіт | ? Єлінек            | Суддя: Рутковський |  |
| Краковія: Шумєц, Білл, Фриц, Стрихарз, Хрушцінський, Т.Заставняк, Кубінський, Войцик, Калужа, Сперлінг, Лимановський Вікторія: Лінгарт, Стеглік, Матуш, Кьоніг, Сибал-Мікше, Мареш, Ванік, Йоска, Медуна, Кржиштял, Єлінек |          |      |                     |                    |  |

| ТМ 18.10.1925 | Краковія                                                  | 5:1  | «Вікторія» (Жижков) | Краків                        |  |
| | ?' Сперлінг 25' Войцик 35', 68' Калужа 70' (пен.) Гінтель | звіт | ?                   | Глядачі: 2000 Суддя: Ландвірт |  |
| Краковія: Шумєц, Гінтель (Білл), Фриц, Стрихарз, Хрушцінський, Т.Заставняк, Кубінський, Войцик, Калужа, Сперлінг, Птак Вікторія: Лінгарт, Стеглік, Матуш, Кьоніг, Сибал-Мікше, Мареш, Ванік, Йоска, Медуна, Кржиштял, Єлінек |                                                           |      |                     |                               |  |

- 1925.  «Ред Стар» (Париж) — «Вікторія» (Жижков) — 1:5
- 1925.  Збірна Парижа — «Вікторія» (Жижков) — 0:3
- 1925.  команда з Белфорта — «Вікторія» (Жижков) — 3:7

Учасники французького туру: Лінгарт, Матуш, Стеглік, Шаня, Кьоніг, Царван, Сибал-Мікше, Мареш, Новак, Медуна, Кржиштял, Єлінек і Ванік.
| ТМ 28.03.1926 | Славія (Прага) | 2:3  | Вікторія (Жижков)    | Прага                                 |  |
| | Добіаш 35' 72' | звіт | 68' 83' 84' Кржиштял | Стадіон: Летна (Спарта) Суддя: Мінарж |  |
| «Славія»: Планічка – Ф.Гоєр, Куммерманн – Плодр, Плетиха, Водічка – Добіаш, Шолтис, Сильний, Пуч, Шимонек «Вікторія»: Бенда, Женішек, Стеглік (Матуш), Кьоніг, Царван, Сибал-Мікше, Мареш, О.Новак, Медуна, Кржиштял, В.Ванік |                |      |                      |                                       |  |

| ТМ 11.04.1926 | Вікторія                  | 3:2 (2:1) | Зіммерингер          | Відень                                                                  |  |
| | Кржиштял 2' 33' Мареш 52' | звіт      | 25' Сеста 88' Фіртль | Стадіон: «Летна Спарта» Глядачі: 10 000 Суддя: Трешнак (Чехословаччина) |  |
| Вікторія: Бенда, Женішек, Стеглік, Кьоніг, Царван, Сухий, Мареш, О.Новак, Сибал-Мішке, Кржиштял, Єлінек Зіммерингер: Айгнер, Голлер, Іра, Ерліх, Л.Новак, Думзер, Урбан, Вінднер, Сеста, Цільбауер (Ротт, 46), Фіртль |                           |           |                      |                                                                         |  |

| ТМ 2.05.1926 | Ферст Вієнна      | 3:1 (1:1) | Вікторія (Жижков) | Відень                                                |  |
| | Булла 19' 61' 63' | звіт      | 9' Кржиштял       | Стадіон: ВАК-Плац Глядачі: 8 000 Суддя: Юліус Цвіккер |  |
| Вієнна: Зігль, Граф, Пацак, Зойферт, Гофманн, Траттленер, Булла, Уріділь, Гщвайдль, Сіклоші, О.Фішер Вікторія: Бенда, Женішек, Стеглік, Кьоніг, Стасний, Сибал-Мікше, Режек, Мареш, О.Новак, Кржиштял, В.Ванік |                   |           |                   |                                                       |  |

| ТМ 3.06.1926 | «Ференцварош»/МТК/«Уйпешт» | 1:4  | «Вікторія» (Жижков) | Будапешт                |  |
| | Стрецович                  | звіт | Єлінек О.Новак      | Стадіон: Гунгарія Керут |  |
| Комбінована команда: Кропачек (МТК), Б.Такач (ФТК), Сафка (УТЕ), Надлер (МТК), Блум (ФТК), Ліка (ФТК), Лайтнер (УТЕ), Стрецович (ФТК), Варга (ФТК), Ертінгер (УТЕ), Єні (МТК) Вікторія: Бенда, Женішек, Стеглік, Кьоніг, Кліцпера, Сибал-Мішке, В.Ванік, О.Новак, Медуна, Кржиштял, Єлінек |                            |      |                     |                         |  |

1926. Турнір у Суботиці.
- «Бачка» (Суботиця) — «Вікторія» (Жижков) — 0:4
- МТК (Будапешт) — «Вікторія» (Жижков) — 0:0